# V/H/S
V/H/S (también conocido en Hispanoamérica cómo VHS - Las Crónicas del miedo) es una película de terror de antología y metraje encontrado estadounidense de 2012 dirigida por Adam Wingard, David Bruckner, Ti West, Glenn McQuaid, Joe Swanberg y Radio Silence. La película se estrenó en el Festival de Cine de Sundance en enero de 2012, y fue lanzada como vídeo bajo demanda el 31 de agosto de 2012. La película tuvo su estreno limitado en cines en Estados Unidos el 5 de octubre de 2012, en el Reino Unido el 18 de enero de 2013, y en Argentina el 7 de febrero de 2013.
La secuela fue lanzada en 2013, y una tercera entrega fue lanzada el 21 de noviembre de 2014.

## Argumento
La película se presenta como una antología de cortometrajes de terror, construidos en un marco narrativo que actúa como su propio cortometraje de terror. Cada cortometraje está vinculado con el concepto de metraje encontrado (cada segmento de las cintas VHS que se encuentra en la sala).
Un grupo de delincuentes son contratados para entrar en una casa abandonada y recuperar una cinta de vídeo que se encuentra allí. En la sala, frente a un viejo televisor, encuentran un cuerpo sin vida rodeado de cintas de VHS, todas ellas repletas de vídeos espeluznantes, cada uno con contenido más extraño que el anterior.

## Trama

### Cinta 56/fotograma narrativo (Prólogo )
Dirigido por Adam Wingard
Escrito por Adam Wingard y Simon Barrett
La narrativa se centra en una banda criminal que filma sus hazañas, que incluyen romper las paredes, ventanas y accesorios de iluminación de una casa abandonada; y agredir sexualmente a mujeres en un estacionamiento. Una fuente anónima les ofrece una gran suma de dinero para irrumpir en una casa y robar una sola cinta de video VHS. La pandilla acepta la tarea, ansiosa por expandir sus empresas criminales.
Al entrar en la casa, los criminales se encuentran con un cadáver de un anciano sentado frente a varios televisores que reproducen ruido blanco. Mientras los otros criminales son libres de deambular por la casa, Brad se queda en la sala de televisiones con el cadáver para ver una cinta dejada en la videograbadora

### Noche amateur
Dirigido por David Bruckner
Escrito por David Bruckner y Nicholas Tecosky
Shane, Patrick y Clint son tres amigos que han alquilado una habitación de motel con la intención de seducir desconocidas y llevarlas allí para tener sexo. Las gafas de Clint tienen una pequeña cámara oculta, con la que planean grabar todo como una película pornográfica amateur. Mientras los tres amigos están de copas, Clint conoce una joven mujer misteriosa, Lily, la cual parece ser muy distante y no dice otra cosa más que "Me gustas". Aunque mira, se expresa facialmente y se comporta de una manera inquietante, los muchachos, lejos de preocuparse por ello, lo atribuyen a los tragos. 
Los hombres también logran convencer a otra joven, Lisa, para llevarla a la habitación del motel. Lisa no hace caso de las intenciones de Shane para tener sexo con ella y Patrick, entre risas, lo convence para que pare. Lily continúa intentando seducir a Clint, pero Shane, al ver que Lisa se ha dormido debido al alcohol, comienza a seducir a Lily, sin darse cuenta de las escamas de sus pies, que Clint ve y graba, mientras la desnuda. Lily parece receptiva, comenzando un trío con Shane y Clint. Agobiado, Clint va al baño, Patrick se desnuda e intenta ocupar el lugar de Clint, pero Lily deja claro que no le gusta Patrick y le exige se mantenga fuera de la acción.
Momentos después, Patrick irrumpe en el baño diciendo que Lily le ha mordido. Cuando se aproximan a Shane, a Lily le brotan dientes, lo ataca y lo asesina, arrancándole la carne del pecho y llegando a los huesos de las costillas. Clint y Patrick se esconden en el baño hasta que Patrick, todavía desnudo, toma la barra de la cortina de la ducha y vuelve a la habitación. Clint intenta despertar a Lisa mientras Patrick lucha contra Lily, pero ella lo domina, bebe su sangre y lo castra. Clint escapa, pero acaba cayéndose por las escaleras y rompiéndose la muñeca en el proceso. Lily (quien se ha convertido en una criatura similar a un vampiro con una abertura en la frente) atrapa a Clint, pero, en vez de atacarle, intenta hacerle una felación. Al ver que Clint no se excita, se agacha en una esquina y empieza a llorar, cada vez más fuerte hasta proferir un grito demoníaco, mientras Clint se arrastra desesperadamente tratando de levantarse y de abrir la puerta con tal de escapar. Clint, finalmente abre la puerta desde el piso y levantándose apenas con su mano sana, huye suplicando ayuda a los vecinos, los cuales lejos de ayudarlo, lo amenazan con llamar a la policía ya que creen que les puede hacer daño. De repente, es secuestrado por Lily, la cual ahora es una criatura alada parecida a un murciélago o a una gárgola, mientras las personas, horrorizadas la veían llegar segundos antes de que se lo llevaran. Finalmente, las gafas caen desde el cielo, golpean el suelo y el vídeo se corta.

### "Cinta 56" (Primer Interludio)
De vuelta en la historia, uno de los criminales descubre que Brad, que se quedó a ver la cinta, ha desaparecido. Mientras tanto, los otros delincuentes buscan en el sótano y descubren cientos de cintas de VHS sin marcar, y comienza recolectarlas todas para asegurarse de obtener la correcta. Uno de ellos logra vislumbrar una extraña figura que se aleja cuando recogen las cintas. Rox, que todavía está arriba, reemplaza la cinta de la videograbadora por una diferente y se sienta a verla.

### Segunda luna de miel
Dirigido y escrito por Ti West
Una pareja casada, Sam y Stephanie, salen hacia el Oeste para su segunda luna de miel y alquilan una habitación de motel. La pareja visita una atracción del Salvaje Oeste en donde Stephanie recibe una predicción de un adivino mecánico, quien dice que pronto se reunirá con un ser querido. Por la noche (con la cámara apagada), Sam relata a Stephanie que una chica se le ha acercado y ha intentado convencerlo de darle un aventón el día siguiente. En medio de la noche, alguien irrumpe en la habitación y acaricia a Stephanie con una navaja, toma 100 dólares de la cartera de Sam, y pone el cepillo de dientes de Sam en el inodoro. Al día siguiente, Sam se da cuenta del faltante en su cartera y acusa a Stephanie de tomarlo mientras asisten a la barranca. Esa noche, alguien entra en la habitación de nuevo y apuñala a Sam en el cuello con una navaja y filma como se ahoga en su propia sangre. La cámara capta a Stephanie y la mujer besándose y más tarde, escapando en el auto de Sam. Posteriormente Stephanie le pregunta a la otra mujer si el material ha sido borrado.

### "Cinta 56" (Segundo Interludio)
De vuelta en la historia del marco, Rox se queda confundido por lo que ha presenciado. Sin embargo, sin que él lo sepa, El cadáver del anciano ha desaparecido. De vuelta en el sótano, los otros criminales debaten sobre porque la cinta que buscan es tan especial, y también planean hacer copias de ella para poder ganar dinero extra. A continuación, la película pasa a la siguiente cinta.

### Martes 17
Dirigido y escrito por Glenn McQuaid
Tres amigos, Joey, Spider, y Samantha, acompañan a su nueva amiga, Wendy, en un viaje de campamento. Joey filma al grupo mientras Wendy los guía a través del bosque, Wendy menciona los "accidentes" que un grupo de personas sufrió y dice al grupo que un asesino los mató durante un viaje de campamento en ese bosque el año pasado. El grupo ríe sin creer una palabra. Durante este tiempo vemos fragmentos de escenas sangrientas interfiriendo con el metraje principal, de lo cual ninguno se percata. Spider y Samantha abandonan el grupo y son asesinados por una figura oscurecida y distorsionada, como si la cinta sufriese errores de seguimiento. En el lago, Wendy le dice a Joey que los atrajo a los terrenos para poder atraer y matar a la fuerza misteriosa. Wendy revela que ella había estado en el lago con sus amigos antes de que fuesen asesinados y ella es la única sobreviviente. Señala que la policía no le creyó cuando dijo que el asesino podía estar en dos lugares al mismo tiempo. De repente, la entidad camina detrás de Joey y corta su garganta. Wendy se escapa, atrayendo al asesino en dos trampas, el cual fácilmente escapa de la primera y se corta a sí mismo en la segunda. Wendy corre por el bosque y se encuentra con Joey agonizando. Después de su muerte, el asesino se aproxima a Wendy y una tercera trampa lo atraviesa. Wendy se regocija de él y se va, pero cuando se da la vuelta, éste ya se ha ido. Reaparece en un árbol y salta sobre ella, golpeándola con la cámara para después matarla, posteriormente la destripa y habita su cuerpo.

### "Cinta 56" (Tercer Interludio)
De vuelta en la historia del marco, el cuerpo del anciano ha regresado a la habitación, pero Rox no se ve por ningún lado. Los criminales restantes, Zak y Gary, están confundidos en cuanto a dónde han ido los demás, y Gary le dice a Zak que mire las cintas. Zak reemplaza la cinta actual por una nueva y se sienta mirar.

### La enfermiza cosa que le sucedió a Emily cuando era joven
Dirigido por Joe Swanberg
Escrito por Simon Barrett
Emily y James, su médico, son novios. Chatean desde su webcam y hablan sobre el extraño bulto en el brazo de Emily y de la forma en que le recuerda a un accidente que tuvo cuando era más joven. Cosas extrañas suceden en el apartamento de ella. Una figura infantil corre por el pasillo hacia la habitación de la joven y cierra la puerta con fuerza. Emily cree que su apartamento está embrujado, pero se entera de que el antiguo propietario no tenía hijos que pudieran haber vivido allí. Ella excava en su brazo con un bisturí para averiguar más del extraño bulto pero James le dice que se detenga. Más tarde, Emily pide ayuda a James y juntos intentan ponerse en contacto con el ser, pero éste la deja inconsciente. James aparece rápidamente en su apartamento y le extirpa quirúrgicamente a Emily un feto extraterrestre. Él pregunta a los alienígenas por cuánto tiempo más van a seguir utilizando a Emily como incubadora de híbridos extraterrestres/humanos, revelando que James ha estado removiendo los fetos durante algún tiempo. Los alienígenas limpian la memoria de Emily y James reclama a los alienígenas que el dispositivo de rastreo en su brazo puede ser perjudicial. James entonces chatea una vez más con Emily, quien cree que ella sufrió sus heridas después de vagar por el tráfico en un estado de fuga. Ella le dice a James que el médico la diagnosticó como esquizoafectiva. Ella llora y le dice que debería encontrar una mejor amante, más normal que ella. James le asegura que la ama. Reconfortada Emily, se despiden y él comienza una nueva conversación por webcam con otra de sus novias quien, después de mostrarle sus atributos, se queja con él de una molestia en su brazo.

### "Cinta 56" (Epílogo)
De vuelta en la historia del marco, tanto Zak como el cadáver del anciano se han ido. Gary, ahora lo único que queda, registra las habitaciones de arriba. Encuentra los restos decapitados de Zak y posteriormente es atacado por el anciano, que se ha convertido en un zombi. Gary intenta huir escaleras abajo, pero se cae y se tuerce el tobillo, y es asesinado por el zombi. La historia de fotogramas termina con la cámara dejada en la sala de televisión captando el sonido de la videograbadora iniciando la última cita por sí misma.

### 31/10/98
Escrita y dirigida por Radio Silence (Matt Bettinelli-Olpin, Tyler Gillett, Justin Martinez & Chad Villella)
Chad, Matt, Tyler, y Paul (tres de ellos disfrazados para la noche de Halloween como un pirata, un oso de peluche y un infante de marina, respectivamente) salen a una fiesta de Halloween en la casa de un amigo, sólo para terminar en el lugar equivocado. Se escabullen en el interior, comienzan a experimentar fenómenos paranormales aunque no sospechan que se tratan de demonios, sino que se encuentran en una casa embrujada de atracciones por lo cual comienzan a divertirse. En el ático se encuentran a varios hombres reunidos en torno a una joven a la que han suspendido de unas vigas. Los hombres cantan "la echó abajo" y los chicos exuberantemente participan, creyendo que se trata de un acto de temporada. Uno de los hombres reacciona con enojo a su presencia y agreden físicamente a la joven, quien es defendida por los chicos. Fenómenos paranormales comienzan a ocurrir y los atacantes son atacados por algo invisible y muy fuerte, a la vez que dos de ellos son empujados por estas fuerzas invisibles hacia las paredes y el techo, donde desaparecen. El grupo de amigos huye antes de decidir que deben intentar rescatar a la chica. Volviendo al ático, la desatan y escapan junto con ella a duras penas, ya que deben cargarla por la puñalada que sufrió. La casa cruje y produce sonidos espeluznantes y un fenómeno poltergeist general se hace presente en las habitaciones haciendo que todo salga lanzado en todas direcciones, mientras que de una habitación salen pájaros negros, asimismo, todas las puertas son transformadas en puertas sin picaporte o se cierran sus ventanas de una manera demoníaca. Manos demoníacas emergen también de las paredes y pisos para reclamar la vida de los "captores". Al salir por el sótano, suben al automóvil con la chica y se marchan. El coche se detiene abruptamente y la chica que viajaba en el asiento trasero desaparece frente a sus ojos (fuera de cámara, ya que se entrecorta), reapareciendo en la calle, primero en la segunda ventana de la derecha con un rugido y una cara aterradora y espeluznante, para luego pararse delante de ellos y caminando en medio de una parvada de aves antes de que el grupo pueda percatarse de que se han detenido en las vías del tren. Con el tren aproximándose a toda velocidad, tratan de salir del auto que no arranca, pero las puertas no se abren y tratan de golpear los vidrios y de gritar ayuda para que los salven. El vídeo se entrecorta y finalmente se corta segundos antes de que el tren se lleve el coche por delante, probablemente matando a todos dentro. 
El DVD original de la película contiene, entre otras cosas, un final alternativo para este episodio, en el que los chicos logran abrir las puertas y salir antes que el tren choque con el auto, y luego comienzan a caminar y a reírse de la alocada noche que tuvieron mientras, detrás de ellos, el auto explota en llamas después de ser embestido por el tren.

## Reparto
Cinta 56
- Calvin Reeder es Gary.
- Lane Hughes es Zak.
- Kentucker Audley es Rox.
- Adam Wingard es Brad.
- Frank Stack es Old Man.
- Sarah Byrne es Abbey.
- Melissa Boatright es Tabitha.
- Simon Barrett es Steve.
- Andrew Droz Palermo es Fifth Thug.

Noche amateur
- Hannah Fierman es Lily.
- Mike Donlan es Shane.
- Joe Sykes es Patrick.
- Drew Sawyer es Clint.
- Jas Sams es Lisa.

Segunda luna de miel
- Joe Swanberg es Sam.
- Sophia Takal es Stephanie.
- Kate Lyn Sheil es Girl.

Jueves 17
- Norma C. Quinones es Wendy.
- Drew Moerlein es Joey Brenner.
- Jeannine Yoder es Samantha.
- Jason Yachanin es Spider.
- Bryce Burke es The Glitch.

La enfermiza cosa que le sucedió a Emily cuando era joven
- Helen Rogers es Emily.
- Daniel Kaufman es James.
- Liz Harvey es The New Girl.
- Corrie Fitzpatrick es Girl Alien.
- Isaiah Hillman es Boy Alien.
- Taliyah Hillman es Little Girl Alien.

10/31/98
- Chad Villella es Chad.
- Matt Bettinelli-Olpin es Matt.
- Tyler Gillett es Tyler.
- Paul Natonek es Paul.
- Nicole Erb es The Girl.
- John Walcutt es Cult Leader.
- Eric Curtis es Roommate.

## Secuelas
La secuela titulada V/H/S/2, fue puesta en producción en octubre de 2012, y debutó en el Teatro Library Center de Park City el sábado 19 de enero como parte del Sundance 2013, al igual que su predecesor. La secuela implica una gran lista de diferentes directores, tales como: Jason Eisener (Hobo with a Shotgun), Gareth Evans (The Raid: Redemption), Timo Tjahjanto (Macabre), Eduardo Sánchez y Gregg Hale (The Blair Witch Project) y directores que ya han participado en la franquicia como Simon Barrett y Adam Wingard (respectivamente, escritor y director de la película de 2010 A Horrible Way to Die y You're Next). No fue un éxito financiero como su predecesor, pero recibió más elogios de los críticos.
Una tercera entrega de la serie, titulada V/H/S: Viral, se estrenó en noviembre de 2014. La historia envolvente de la película consiste en un grupo de adolescentes obsesionados con la fama que, sin saberlo, se convierten en estrellas de la próxima sensación en Internet. El grupo de directores que participan en la película incluyen a Todd Lincoln, Nacho Vigalondo, Marcel Sarmiento, Gregg Bishop, Justin Benson y Aaron Moorhead.
En 2016 es estrenado "Siren", un Spin-off basado en Amateur Night.